# Rivière des Accores
La rivière des Accores coule dans la région administrative du Bas-Saint-Laurent, au Québec, au Canada, en traversant les municipalités régionales de comté suivantes :
- MRC Les Basques : municipalité de Saint-Médard ;
- MRC de Rimouski-Neigette : municipalités d'Esprit-Saint, Saint-Eugène-de-Ladrière et Saint-Valérien.

Cette rivière se déverse sur la rive ouest de la petite rivière Rimouski laquelle coule vers le nord-est jusqu'à la rive ouest de la rivière Rimouski ; cette dernière coule vers le nord jusqu'à la rive sud du fleuve Saint-Laurent où elle se déverse au cœur de la ville de Rimouski.

## Géographie
La rivière des Accores prend sa source d'un lac non identifié, dans la municipalité de Saint-Médard dans la MRC Les Basques, dans les monts Notre-Dame. Cette source est située dans un pli appalachien qui est la prolongation vers le nord-est de la vallée du lac du Sud.
Cette source est située à 23,3 km au sud-est du littoral sud-est du fleuve Saint-Laurent, à 9,8 km au nord-est du centre du village Saint-Médard et à 17,1 km au sud du centre du village de Saint-Mathieu-de-Rioux.
À partir de sa source, la rivière des Accores coule sur 26 km, répartis selon les segments suivants :
- 3,3 km vers le nord-est dans la municipalité de Saint-Guy, jusqu'à la limite de la municipalité d'Esprit-Saint ;
- 1,3 km vers le nord-est dans Esprit-Saint, jusqu'à la rive sud-ouest du lac Damas ;
- 4,5 km vers le nord-est, en traversant le lac Damas et le lac Cossette (deux lacs contiguës), jusqu'à la limite de la municipalité de Saint-Eugène-de-Ladrière ;
- 1,1 km vers le nord-est, en traversant la partie nord du lac Cossette, jusqu'à son embouchure (située au nord-est du lac) ;
- 0,6 km vers le nord-est, jusqu'à la confluence de la rivière Cossette (venant de l'ouest) ;
- 3,6 km vers le nord-est, jusqu'à la rive sud-ouest du lac des Vingt-Quatre Arpents ;
- 1,5 km vers le nord-est en traversant en partie le lac des Vingt-Quatre Arpents (longueur : 1,4 km ; altitude : 208 m), jusqu'au détroit le reliant au lac Doucette ;
- 1,1 km vers le nord, en traversant un détroit de 0,4 km et en traversant une partie du lac Doucette (longueur : 2,6 km ; altitude : 208 m) sur 0,7 km, jusqu'au barrage situé à l'embouchure du lac ;
- 5,6 km vers le nord-est, jusqu'à la limite de la municipalité de Saint-Valérien ;
- 4,5 km vers le nord-est dans Saint-Valérien, jusqu'à sa confluence[2].

La rivière des Accores se déverse dans un coude de la rive ouest de la petite rivière Rimouski. Cette confluence est située à 13,3 km au sud-est du littoral sud-est du fleuve Saint-Laurent, à 3,8 km à l'ouest de la rivière Rimouski et à 2,6 km au nord-ouest du cours de la rivière Noire (rivière Rimouski).

## Toponymie
Le mot « accore » comporte ces variantes de graphie : écor, écore, écorres et escore. Ce terme a été défini ainsi par l'hydrographe Jean Deshayes sur sa carte marine de l'embouchure de la rivière de S. Laurens (1686) : « un milieu entre le haut et le bas d'un fond penchant », signifiant sa ligne médiane.
Dans l'usage populaire, le sens général d'un accore se réfère au bord escarpé d'une rivière ou d'un talus. Provenant du néerlandais "schor", ce mot signifie escarpé, abrupt. Ce mot se présente généralement comme un substantif masculin ; par exception, N.-E. Dionne, dans le Parler populaire des Canadiens français (1909), lui attribue un genre féminin. Le même Dionne explique que ce mot est utilisé adjectivement, avec le même sens que le substantif.
Le Dictionnaire du français Plus (1987) définit le mot comme un adjectif qui «se dit d'une côte dépourvue d'estran, plongeant à pic en eau profonde». Le Dictionnaire québécois d'aujourd'hui (1992) définit le terme écore comme le « bord escarpé d'un cours d'eau ».
Le toponyme Rivière des Accores a été officialisé le 5 décembre 1968 à la Commission de toponymie du Québec.